# 瀨古浩司
瀨古浩司（日语：／ Seko Hiroshi，1981年—），日本男編劇。出身於愛知縣名古屋市。在GAINAX工作後，成為自由工作者。

## 人物
瀨古浩司加入GAINAX後，曾擔任製作進行，並為該公司製作的《吊帶襪天使》（第5回B部分）撰寫劇本。之後，他成為一名自由職業者，並從《進擊的巨人》開始開始全面擔任編劇。
主要擔任WIT STUDIO、MAPPA作品的主要編劇。

## 參加作品
粗體字表示劇本統籌作品。

### 電視動畫
2005年
- 黑貓（—2006年，製作進行）

2007年
- 天元突破 紅蓮螺巖（製作進行）

2008年
- 十字架與吸血鬼（製作進行）
- 屍姬 赫／玄（—2009年，製作進行）

2010年
- 吊帶襪天使（編劇、製作進行）

2013年
- 進擊的巨人（編劇）
- KILL la KILL（—2014年，編劇）

2014年
- 東京殘響（編劇）
- 牙狼〈GARO〉 -炎之刻印-（—2015年，編劇）

2015年
- 終結的熾天使（全話編劇）

2016年
- 亞人（編劇）
- 甲鐵城的卡巴內里（編劇）
- 路人超能100（全話編劇[2]）

2017年
- 進擊的巨人 Season2（編劇）
- 狂賭之淵（編劇）
- 犬屋敷（全話編劇）

2018年
- DARLING in the FRANXX（編劇）
- 銀河英雄傳說 Die Neue These 邂逅（編劇）
- BANANA FISH（全話編劇）
- 進擊的巨人 Season3（—2019年，編劇）

2019年
- 路人超能100 II（編劇）
- 狂賭之淵××（編劇）
- 海盜戰記（編劇）

2020年
- 異獸魔都（全話編劇）
- DECA-DENCE（編劇[3]）
- 咒術迴戰（編劇[4]）
- 進擊的巨人 The Final Season（—2023年，編劇）

2021年
- 平穩世代的韋駄天們（編劇[5]）

2022年
- 夏日時光（編劇[6]）
- 鏈鋸人（編劇[7]）
- 路人超能100 III[8]

2023年
- 殭屍100 ～在成為殭屍前要做的100件事～[9]

2024年
- WIND BREAKER -防風少年-[10]（編劇[11]）
- 膽大黨

2025年
- GACHIAKUTA（編劇）

時期未定
- 雞鬥士（編劇[12]）

### 電影動畫
2014年
- 劇場版 進擊的巨人（—2015年／2部作，編劇）

2015年
- 屍者的帝國（編劇）
- 亞人（—2016年／3部作，編劇）

2016年
- 甲鐵城的卡巴內里 總集篇（—2017年／2部作，編劇）

2018年
- 劇場版 進擊的巨人 Season2 ～覺醒的咆哮～（編劇）

2020年
- 鳴鳥不飛 The clouds gather（編劇）

2021年
- 劇場版 咒術迴戰 0（編劇）

2025年
- 劇場版 鏈鋸人 蕾潔篇（編劇[13]）

### OVA
2012年
- 飛越巔峰 歸來的飛越巔峰 科學講座（製作進行）

2013年
- 進擊的巨人 伊爾賽的手冊 某調査軍團員的手記（編劇）

2014年
- 進擊的巨人 突如其來的訪客 倍受折磨的青春魔咒（編劇）

2018年
- 路人超能100 REIGEN ～不為人知的奇蹟靈能力者～（編劇）

2019年
- 路人超能100 第一回靈能相談所員工旅遊 ～填滿內心的療癒之旅～（編劇）

2021年
- 鳴鳥不飛 Don't stay gold（編劇）

### 網路動畫
2015年
- 日本動畫人展覽會「小品殺手 1989」（編劇）

2019年
- 列比烏斯（編劇）

2021年
- 轟天高校生（編劇）

2023年
- 大怪獸卡美拉：重生

### 真人電影
2017年
- 亞人（編劇）

## 著書

### 單行本
- 小說 進擊的巨人 LOST GIRLS（2014年12月，〈講談社Comics Deluxe〉）—原作：諫山創

### 漫畫原作
- 進擊的巨人 LOST GIRLS（2015年—2016年，《別冊少年Magazine》連載）—作畫：不二涼介，原作：諫山創

## 相關項目
- GAINAX
- 日本動畫師列表（日语：アニメ関係者一覧）
- 日本編劇列表（日语：脚本家一覧）